# 興味
| ウィキペディアには「興味」という見出しの百科事典記事はありません（タイトルに「興味」を含むページの一覧/「興味」で始まるページの一覧）。 代わりにウィクショナリーのページ「興味」が役に立つかもしれません。 |